# 上海交通大学图书馆
上海交通大学图书馆为上海交通大学的直属单位，创建于1896年，目前由分布在该校三个校区的四所分馆组成，主馆位于上海交通大学闵行校区。

## 概况
该馆的服务理念为“资料随手可得，信息共享空间；咨询无处不在，馆员走进学科；技术支撑服务，科研推进发展”，施行“藏、查、借、阅、参”一体化的服务制度。该馆的发展目标是“建成服务主导型、信息立体化覆盖的数字图书馆”。
目前，该馆总面积达到6.37万平方米，各馆共有阅览座位约6,324个。截至2010年底，该馆馆藏纸质文献308万册，期刊5,000多种，电子期刊3.9万多种，电子图书182.5万多种，学位论文155.4万多篇，并有电子数据库367个；多媒体馆藏资源总量已达8.4TB；并支持馆际互借、电子文献、参考咨询、文献征订等多种服务。
上海交通大学图书馆是国际图联（IFLA）的成员，并与中国国内主要图书馆、信息中心和英国、美国等地的图书馆建立了合作关系。该馆还是中国高等教育文献保障系统（CALIS）华东南地区中心，并且是上海中心图书馆交大分馆、上海教育网络图书馆管理中心，并承担上海市高等学校图书情报工作秘书处的责任，同时是中华人民共和国教育部和上海市科学技术委员会的科技查新工作站。该馆拥有设在图书馆的“图书馆、情报与档案管理”这一一级学科硕士学位的授予点，在全国为首例。

## 历史
该馆创建于1896年，最初仅为图书室，1919年方有第一栋图书馆大楼，即现在徐汇校区的老图书馆。1981年7月，原香港环球航运集团主席包玉刚向交大捐资1,000万美元建设图书馆，并以其父包兆龙命名为“包兆龙图书馆”。1985年10月，包兆龙图书馆建成并使用。闵行校区建成后，1990年又在该校区兴建包玉刚图书馆，1992年10月建成。2005年又决定在闵行校区兴建新馆，新馆于2006年3月11日奠基，2008年9月投入使用。新馆建筑面积约为3.5万平方米。

## 分馆
上海交通大学图书馆在用的分馆包括位于徐汇校区的包兆龙图书馆，位于闵行校区的包玉刚图书馆、主馆及位于卢湾校区的医学院图书馆组成。已撤并的分馆还包括徐汇校区老图书馆、农学院图书馆和文科图书馆。

### 已撤销馆舍

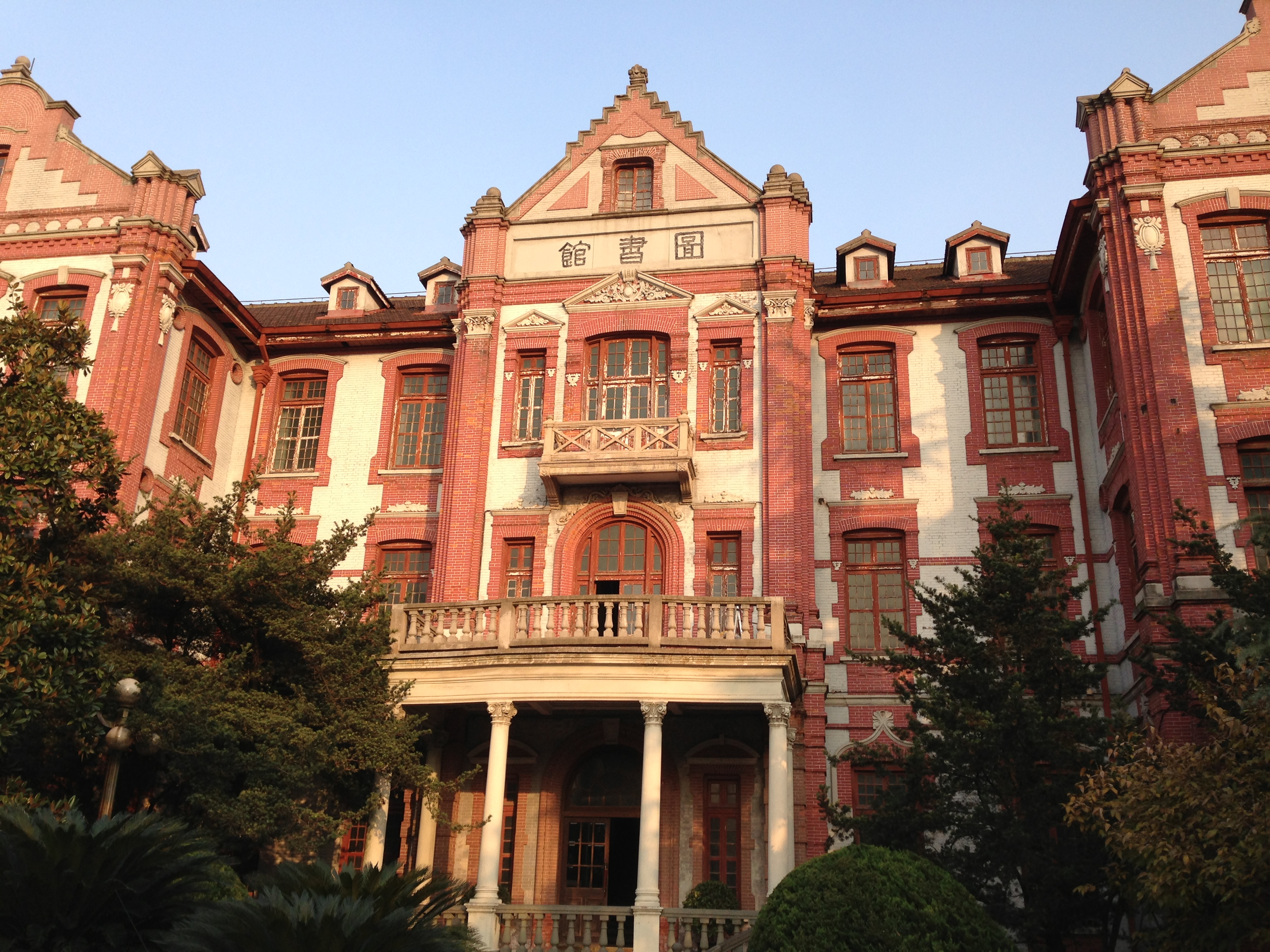
老图书馆

老图书馆，位于徐汇校区东部，由1916年毕业生發起，师生及社会各界募资兴建，建成于1919年，为一栋具有传统欧式风格的建筑，建筑面积为2,687平方米，馆舍总面积为1,280平方米，1934年校长唐文治等人又募资在该馆东侧建了一座550平方米的书库，藏书最多可达20万册。包兆龙图书馆建成后不再作为图书馆使用，但作为校史遗迹，建筑上方仍保留“图书馆”字样。该建筑现作为上海交通大学档案馆和上海交通大学校史博物馆使用。
农学院图书馆，为原上海农学院图书馆，位于上海交通大学七宝校区，创建于1978年10月上海农学院复校时。到1996年底，该馆藏书共计22.86万册，其中中外文图书7.6万种，并有中外文现刊1,129种，音像资料333种，阅览座位220个，建筑面积约3,000平方米，馆舍面积为2,045平方米。1999年上海农学院并入上海交通大学，初成立上海交通大学农学院，后改为上海交通大学农业与生物学院，该馆成为上海交大图书馆分馆。由于交大战略中心转移，该馆于2007年7月1日关闭，图书迁至其他分馆。
文科图书馆，原位于闵行校区人文学院内，创建于2004年4月8日，面积共1,260平方米，其中阅览面积为750平方米，有阅览座位200多个，馆藏中外图书共计近5万册，期刊1千多种，年接待读者10多万人次。该馆藏有《四库全书》、《二十四史》全译、《永乐大典》、《中华大藏经》、敦煌文献等资料。2008年7月新馆建成后藏书迁入包玉刚图书馆。

### 包兆龙图书馆

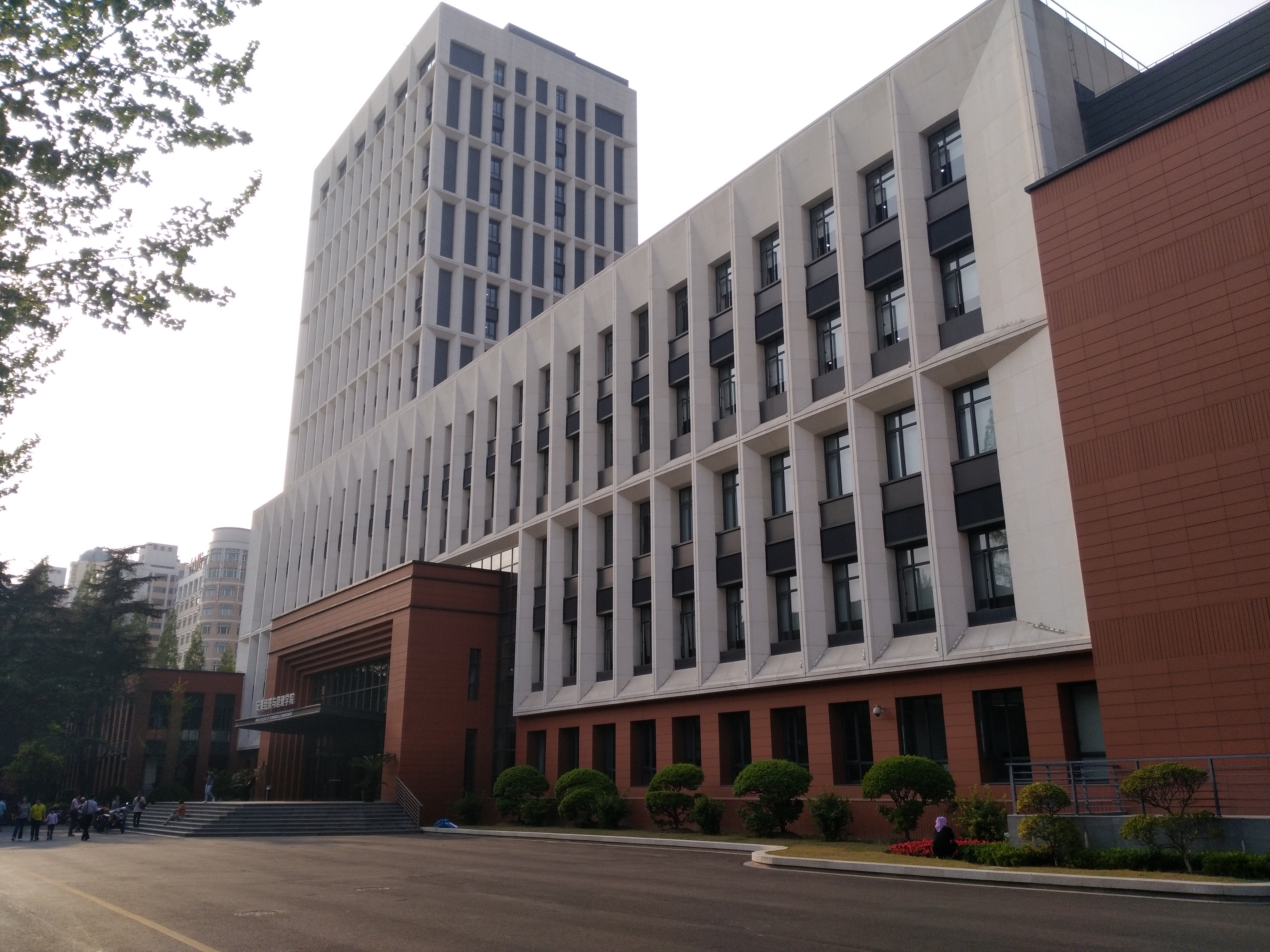
包兆龙图书馆

包兆龙图书馆定位为“管理与社科分馆”，位于徐汇校区。1981年7月，该馆由包玉刚捐赠1,000万美元修建，以其父包兆龙命名，1982年6月奠基，1985年10月落成，10月27日举行落成典礼。馆名为叶剑英于1982年10月题写。该分馆建筑面积26,160平方米，馆舍面积9,400平方米，总造价10,426,301元。共有藏书约116万册，阅览坐席约800个，主要服务对象为安泰经济与管理学院、国际与公共事务学院、国际教育学院师生。
该馆一至六层作为图书馆使用。其中一楼为办公室和保存本密集书库，二楼为流通中文书库和人文社科期刊电子阅览室，三楼为流通中文书库和中文样本书阅览室，四楼为外文书库和休闲报刊阅览室，五楼为复本图书书库和法律、经管类图书阅览室，六楼为过期期刊库和中文样本书书库。
由于徐汇校区整改，计划对包兆龙图书馆进行大修和改造，该分馆自2012年3月11日起闭馆。闭馆后，该分馆在3月31日前仍办理学位论文提交、离校手续、预约闵行校区图书的取还书及查新服务。改造后的建筑将作为安泰经济与管理学院楼使用。

### 包玉刚图书馆

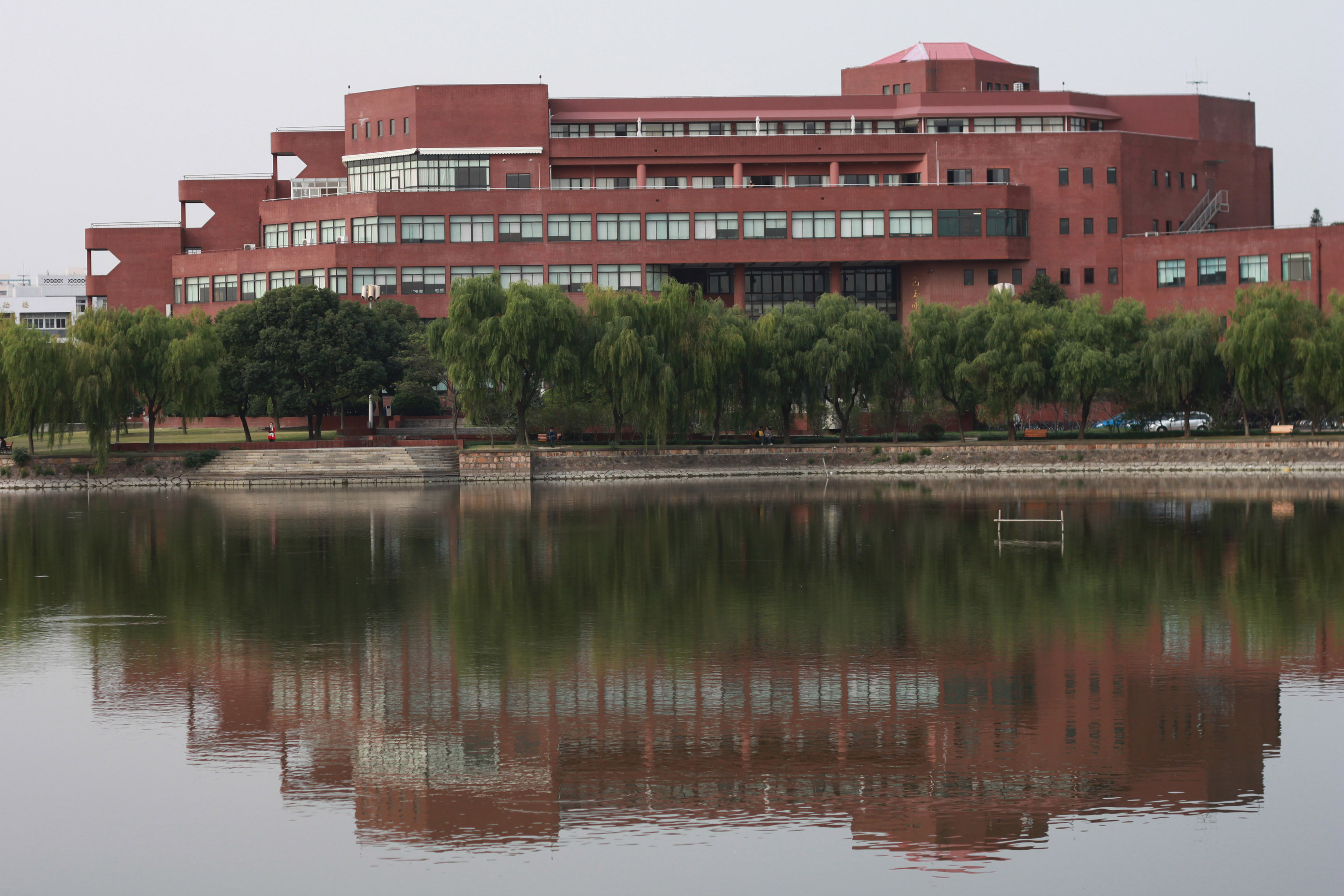
包玉刚图书馆

包玉刚图书馆位于闵行校区西部思源湖北畔，建成于1992年，系交大利用包玉刚捐建包兆龙图书馆的余款及中国建设银行的资助建成。在该图书馆筹备开馆仪式之际，包玉刚病逝，为表示对包玉刚的纪念，校方征得家属同意，将该图书馆定名为包玉刚图书馆。
2008年9月，该分馆被定位为“人文社科综合分馆”。该分馆建筑面积为1.4万平方米，馆舍面积1.1万平方米，共藏书约72万册，共有阅览座位约1,200个，采用一门式管理、一站式服务。
该分馆一楼有总咨询台，纪念品商店及历史、哲学阅览室；二楼有公共查询区，电子阅览室，古籍、特藏阅览室及文学、语言阅览室；三楼有报纸阅览区，文化教育艺术阅览室，外文图书阅览室即过期期刊阅览室；四楼有休闲刊阅览区，政治学阅览室，综合社会科学阅览室，法律、军事阅览室及经济、管理阅览室。六楼为致远学院。

### 新馆（主馆）

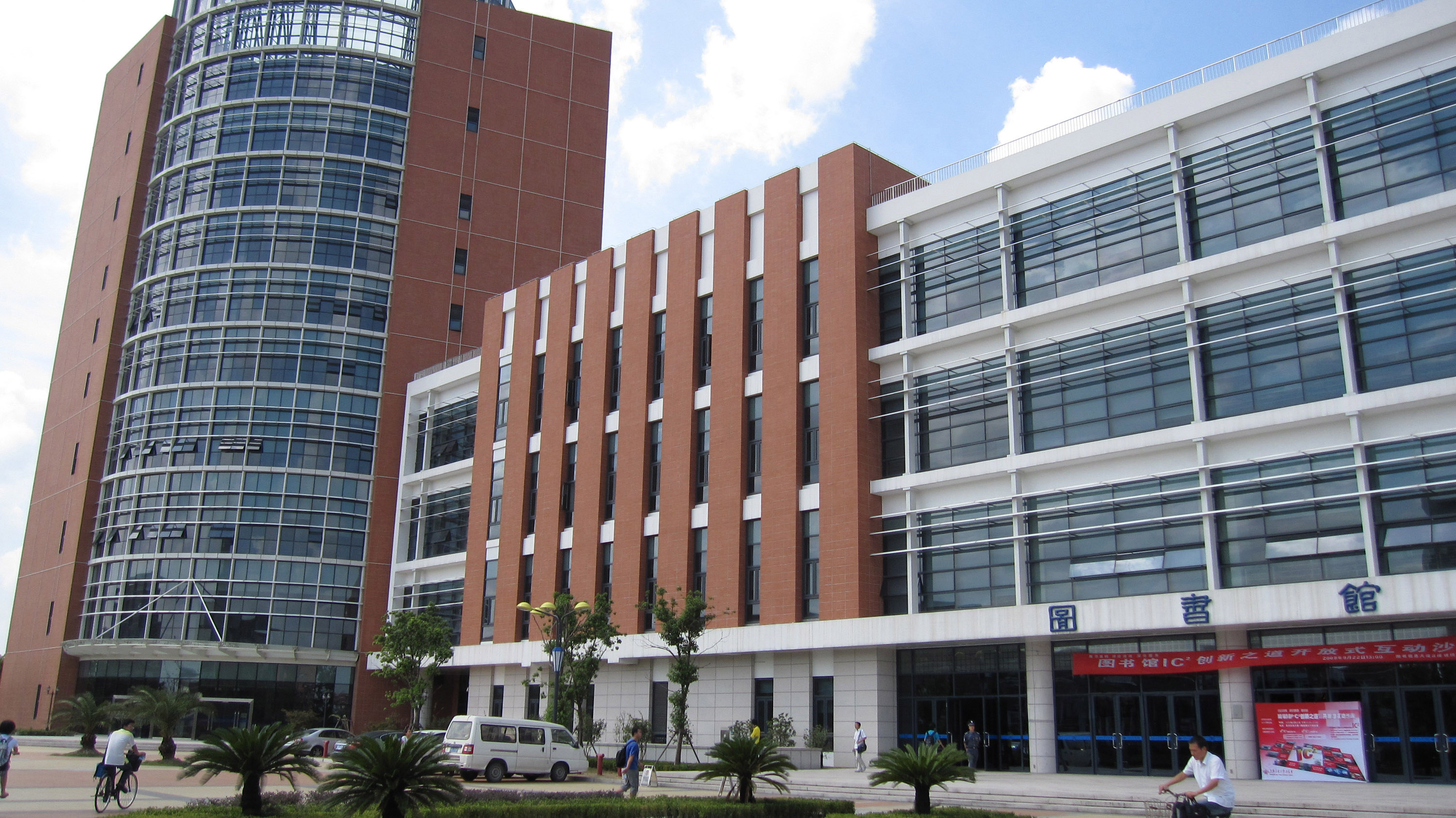
新馆

新馆为图书馆主馆，定位为“理工生医农科综合馆”，位于闵行校区中部的图书信息大楼，奠基于2006年3月11日，于2008年9月试运行，同年12月15日正式开馆。
图书信息大楼总面积为5.7万平方米，其中图书馆面积3.5万平方米。该分馆藏书总量达120万册，有阅览座位近3,600个。在设计布局上，主馆充分体现图书馆全新的学科服务理念，淡化书库和阅览室界限。该分馆有9个全开架学科阅览室、1个密集书库、3处综合阅览空间、24个小组学习研讨室、8个小型会议室，采用一门式管理、一站式服务。
该分馆一楼有服务大厅，二至四楼分别有综合阅览空间（D2—D4）和小组学习讨论区（E2—E4）。另外一楼有密集书库、视听区（A1），培训教室、图书馆办公区及教工之家（B1、C1）；二楼有工具书、赠书及学位论文阅览室（A2），工学阅览室-I（B2）及多媒体阅览室和外语学习中心（C2）；三楼有理学阅览室（A3），工学阅览室-II（B3）及外文期刊阅览室（C3）；四楼有生医农学阅览室（A4），工学阅览室-III（B4）及特藏、外文图书阅览室（C4）。

### 医学院图书馆
上海交通大学医学院图书馆定位为“医学分馆”，前身为上海第二医科大学图书馆，与医学院计算机网络信息中心共同位于上海交通大学医学院信息资源中心。该中心位于上海交通大学卢湾校区，成立于2002年10月，其前身是由上海第二医科大学图书馆与计算机网络信息中心合并成立的上海第二医科大学信息资源中心。
1952年院系调整，以原震旦医学院、圣约翰医学院和同德医学院的图书馆藏书为基础，组建成为上海第二医科大学图书馆。2005年上海第二医科大学并入上海交通大学，成立上海交通大学医学院，该图书馆遂更名为上海交通大学医学院图书馆，并成为上海交通大学图书馆的分馆。
该分馆现用馆舍于1987年竣工，建筑面积为10,199.50平方米，其中馆舍面积8,300平方米，阅览室面积为3,215平方米，有座位共687个；馆舍包括四个专题阅览室，一个电子阅览室及一个古籍阅览室。该分馆藏书月56.88万册，有医学类电子文献数据库35个，电子全文期刊4,000多种，其中中文期刊约有1,500种。目前该分馆有注册读者1.4万多名，每年流通图书9万多册，每周开放时间为96小时。
信息资源中心一至三楼供图书馆使用，一楼为文献采集部，有演讲厅、陈列室、文献检索实验室及各专题阅览室等；二楼为流通阅览部和读者服务部，有中西文期刊阅览室及多媒体阅览室等；三楼为流通阅览部，有西文图书阅览室等。